# Groothertogdom Frankfort
Het groothertogdom Frankfurt was een Franse vazalstaat die Napoleon Bonaparte in 1810 schiep voor Karl Theodor von Dalberg, prinsprimaat van de Rijnbond en voorheen aartsbisschop en keurvorst van Mainz. Volgens de constitutie zou hij na zijn dood worden opgevolgd door Napoleons stiefzoon Eugène de Beauharnais.

## Territorium
Het groothertogdom had een oppervlakte van 5173 km², 302.100 inwoners en was verdeeld in vier districten: Frankfurt, Aschaffenburg, Fulda en Hanau. De hoofdstad was Frankfurt am Main. Het grensde in het noorden aan het koninkrijk Westfalen, in het oosten aan Saksen-Weimar en het groothertogdom Würzburg, in het zuiden aan de groothertogdommen Baden en Hessen-Darmstadt en in het westen aan het hertogdom Nassau.

## Wapen
De vier kwartieren van het wapen stonden voor de belangrijkste gebieden waaruit het groothertogdom was gevormd:
1. de rijksstad Frankfort
2. het vorstendom Aschaffenburg (weergegeven door het wapen van het keurvorstendom Mainz)
3. het prinsbisdom Fulda
4. het graafschap Hanau

Het hartschild was het familiewapen van Dalberg.

## Geschiedenis
Op 16 februari 1810 sluit de vorst-primaat een verdrag met Frankrijk, waarbij een aantal gebieden van zijn vorstendom opgaan in een nieuw groothertogdom Frankfurt.
Het betreft:
- het vorstendom Aschaffenburg (bestaande uit gebied van het voormalige keurvorstendom Mainz en het voormalige prinsbisdom Würzburg)
- het graafschap Wetzlar (de voormalige rijksstad)
- de voormalige rijksstad Frankfort
- het voormalige rijksgraafschap Rieneck
- gedeelten van een aantal gemediatiseerde vorstendommen en graafschappen.

Tot troonopvolger wordt benoemd Eugène de Beauharnais.
Later worden daar nog gebieden aan toegevoegd die sinds 1806/7 onder Frans bestuur staan:
16 mei 1810 een groot deel van het vorstendom Hanau, dat tot 1807 aan de keurvorst van Hessen-Kassel behoorde.
Dit inclusief de heerlijkheid Ramholz (die tot de rijksridderschap behoorde) en exclusief de ambten Babenhausen, Dorheim, Heuchelheim, Münzenberg, Ortenberg en Rodheim.
19 mei 1810: het vorstendom Fulda, dat tot 1807 aan de prins van Oranje behoorde (de latere koning Willem I).
Dit inclusief vijf dorpen op de Huttische Grund bij Salmünster, maar zonder het ambt Herbstein.
Verder behoorden tot het groothertogdom de volgende gemediatiseerde gebieden:
- Ambt Rothenfels van de vorst van Löwenstein-Wertheim.
- Ambt Triefenstein van de graaf van Löwenstein-Wertheim.
- Ambt Kreuzwertheim van de vorst en van de graaf van Löwenstein-Wertheim
- Ambt Eschau van de graaf van Erbach
- Halve ambt Niederursel van de graaf van Solms-Rödelheim.

Op 1 januari 1811 wordt er een nieuwe bestuurlijke organisatie ingevoerd. Dit naar voorbeeld van die in het koninkrijk Westphalen. De ambten worden omgedoopt in districtsmairie. Het hoofdambt Klingenberg, het hoofdambt Lohr en het graafschap Wetzlar worden onderprefecturen. De bovenste bestuurslaag gaat bestaan uit vier departementen, die in plaats komen van de vorstendommen.
- Frankfurt (Frankfurt, Wetzlar, Niederursel/Solms, Obererlenbach)
- Aschaffenburg
- Fulda
- Hanau

Na de ondergang van de Franse legers in 1812 in Rusland en tijdens hun verdrijving uit Duitsland, vlucht de groothertog op 30 september 1813 naar Konstanz. Het leger van het groothertogdom wordt daarna op 28 oktober met verlof gestuurd. Geallieerde legers (Rusland en Beieren) bezetten 28 oktober het land. De groothertog verzoekt de koning van Beieren om het land ten bate van zijn schoonzoon Eugène de Beauharnais in bezit te nemen. Dit gebeurt echter niet, want op 6 november wordt de Oostenrijkse generaal prins Philips van Hessen-Homburg gouverneur-generaal in het groothertogdom Frankfurt, het vorstendom Isenburg en het nedergraafschap Katzenelnbogen. Later wordt hij opgevolgd door prins Hendrik XIII Reuß.
Het groothertogelijk bestuur blijft aanvankelijk intact, maar het wordt in de loop der tijd steeds verder ontmanteld om de oude staten te kunnen restaureren.
2 december 1813: het vorstendom Hanau wordt teruggegeven aan de keurvorst van Hessen-Kassel
14 december: de voormalige rijksstad Frankfort wordt losgemaakt van het groothertogdom. De stad blijft nog wel onder het bestuur van de gouverneur-generaal.
21 december: opheffing van het centrale bestuur van het groothertogdom; het lokale bestuur valt nu direct onder de gouverneur-generaal.
1 februari 1814: opheffing van de moderne wetgeving en herinvoering van de oude wetgeving.
3 juni 1814: verdrag tussen het keizerrijk Oostenrijk en het koninkrijk Beieren waarbij het vorstendom Aschaffenburg aan Beieren wordt toegekend.
Als de Wener Slotacte op 9 juni 1815 wordt ondertekend, is de toekomst van het vorstendom Fulda nog niet geregeld, dit ten gevolge van nog openstaande verlangens van de keurvorst van Hessen-Kassel. Wel wordt definitief geregeld dat het vorstendom Aschaffenburg aan het koninkrijk Beieren komt en Wetzlar aan het koninkrijk Pruisen. De voormalige rijksstad Frankfort wordt een vrijstaat.
In juni 1815 komt het noordelijk deel van het vorstendom Fulda onder een voorlopig Pruisisch bestuur en het zuidelijk deel (inclusief Niederursel/Solms en Obererlenbach) onder een voorlopig Oostenrijks bestuur (de Amten Hammelburg, Brückenau, Weihers, Salmünster en een deel van Bieberstein).
22 september 1815: De ambten Dernbach en Geisa (met Rockenstuhl) worden door Pruisen overgedragen aan het groothertogdom Sachsen-Weimar.
Op 16 oktober 1815 wordt er een verdrag gesloten om de rest van het vorstendom Fulda aan de keurvorst van Hessen-Kassel over te dragen.
Op 3 november 1815 komen Niederursel/Solms en Obererlenbach aan de groot-hertog van Hessen-Darmstadt.
Op 5 februari 1816 vindt de overdracht plaats aan Hessen-Kassel.
Op 14 april 1816 komt het zuidelijk deel van Fulda (uitgezonderd Salmünster) aan Beieren.

## Groothertog
- 1810-1813: Karl Theodor von Dalberg

## Bestuurlijke indeling (1811)
| nummer | naam                            | aantal gemeenten | na 1815                                      |
| ------ | ------------------------------- | ---------------- | -------------------------------------------- |
| I      | departement Frankfurt           | 11               |                                              |
| 1      | Frankfurt (stad)                | 1                | Vrijstad Frankfurt                           |
| 2      | Frankfurt (landdistrictsmairie) | 9                | grotendeels Frankfurt, deel Hessen-Darmstadt |
| 3      | Wetzlar (onderprefectuur)       | 1                | Pruisen                                      |
| II     | departement Aschaffenburg       | 177              | Beieren                                      |
| 1      | Aschaffenburg (districtsmairie) | 2                |                                              |
| 2      | Aufenau                         | 2                |                                              |
| 3      | Kreuzwertheim                   | 9                |                                              |
| 4      | Eschau                          | 4                |                                              |
| 5      | Frammersbach                    | 4                |                                              |
| 6      | Kaltenberg                      | 26               |                                              |
| 7      | Kleinwallstadt                  | 11               |                                              |
| 8      | Krombach                        | 11               |                                              |
| 9      | Lohr                            | 7                |                                              |
| 10     | Obernburg                       | 11               |                                              |
| 11     | Rieneck                         | 4                |                                              |
| 12     | Rothenbuch                      | 18               |                                              |
| 13     | Rothenfels                      | 8                |                                              |
| 14     | Schweinheim                     | 18               |                                              |
| 15     | Triefenstein                    | 6                |                                              |
| 16     | Klingenberg                     | 11               |                                              |
| 17     | Stadtprozelten                  | 7                |                                              |
| 18     | Hoppach                         | 1                |                                              |
| 19     | Frechenbach                     | 2                |                                              |
| 20     | Orb                             | 5                |                                              |
| 21     | Burgjoß                         | 10               |                                              |
| III    | Departement Fulda               | 305              |                                              |
| 1      | Fulda (stad)                    | 1                | Hessen-Kassel                                |
| 2      | Bieberstein (districtsmairie)   | 26               | Hessen-Kassel en Beieren                     |
| 3      | Brückenau                       | 23               | Beieren                                      |
| 4      | Burghaun                        | 16               | Hessen-Kassel                                |
| 5      | Dermbach                        | 16               | Saksen-Weimar                                |
| 6      | Eiterfeld                       | 20               | Hessen-Kassel                                |
| 7      | Fulda Land                      | 34               | Hessen-Kassel                                |
| 8      | Geis                            | 21               | Saksen-Weimar                                |
| 9      | Großlüder                       | 20               | Hessen-Kassel                                |
| 10     | Hammelburg                      | 18               | Beieren                                      |
| 11     | Haselstein                      | 9                | Hessen-Kassel                                |
| 12     | Hünfeld                         | 17               | Hessen-Kassel                                |
| 13     | Johannesberg                    | 21               | Hessen-Kassel                                |
| 14     | Neuhof                          | 21               | Hessen-Kassel                                |
| 15     | Salmünster                      | 18               | Hessen-Kassel                                |
| 16     | Weihers                         | 24               | Hessen-Kassel en Beieren                     |
| IV     | Departement Hanau               | 83               | Hessen-Kassel                                |
| 1      | Hanau (stad)                    | 1                |                                              |
| 2      | Altengronau (districtsmairie)   | 8                |                                              |
| 3      | Bergen                          | 14               |                                              |
| 4      | Bieber                          | 5                |                                              |
| 5      | Bücherthal                      | 14               |                                              |
| 6      | Gelnhausen                      | 11               |                                              |
| 7      | Schwarzenfels                   | 10               |                                              |
| 8      | Steinau                         | 13               |                                              |
| 9      | Windecken                       | 7                |                                              |

Anhalt-Bernburg · Anhalt-Dessau · Anhalt-Köthen · Arenberg · Aschaffenburg (tot 1810) · Baden · Berg · Frankfort (sinds 1810) · Hessen-Darmstadt · Hohenzollern-Hechingen · Hohenzollern-Sigmaringen · Isenburg · von der Leyen · Liechtenstein · Lippe · Mecklenburg-Schwerin · Mecklenburg-Strelitz · Nassau · Oldenburg · Regensburg (tot 1810) · Reuss-Ebersdorf · Reuss-Lobenstein · Reuss-Greiz · Reuss-Schleiz · Salm · Schaumburg-Lippe · Schwarzburg-Rudolstadt · Schwarzburg-Sondershausen · Saksen · Saksen-Coburg-Saalfeld · Saksen-Gotha-Altenburg · Saksen-Hildburghausen · Saksen-Meiningen · Saksen-Weimar-Eisenach · Waldeck-Pyrmont · Westfalen · Würzburg
- Gemeinsame Normdatei: 4093180-8
- Library of Congress Control Number: n95109301
- Nationale Bibliotheek van Israël: 987007533355205171
- Virtual International Authority File: 136205120
- WorldCat: E39PBJcrdJQrhb4KpgRJVqj3cP